# Forges-les-Bains
Forges-les-Bains is een gemeente in het Franse departement Essonne (regio Île-de-France) en telt 3610 inwoners (2004). De plaats maakt deel uit van het arrondissement Palaiseau.
Forges was al in de 17e eeuw een belangrijk kuuroord in Frankrijk. Vele notabelen kwamen hier voor de thermale bronnen. Lodewijk XIV deed in 1655 een kuur met water uit Forges, dat men voor hem naar Fontainebleau vervoerde, waar hij het bed moest houden.

## Geografie
De oppervlakte van Forges-les-Bains bedraagt 14,6 km², de bevolkingsdichtheid is 247,3 inwoners per km².
De onderstaande kaart toont de ligging van Forges-les-Bains met de belangrijkste infrastructuur en aangrenzende gemeenten.

## Demografie
Onderstaande figuur toont het verloop van het inwonertal (bron: INSEE-tellingen).